# Southwestern Baptist Theological Seminary
Il Southwestern Baptist Theological Seminary è un'istituzione di istruzione superiore americana sita a Fort Worth (Texas).

## Struttura
L'istituto è accreditato dall’Association of Theological Schools in the United States and Canada  e dalla Southern Association of Colleges and Schools.